# 井川方言

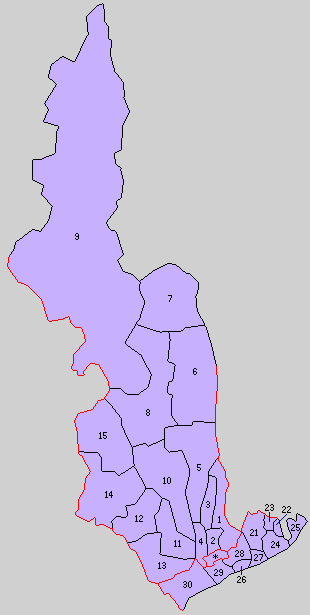
町村制施行時（1889年4月）の静岡県安倍郡の自治体。9が井川村、15が大川村、14が清沢村、8が玉川村、7が梅ヶ島村、6が大河内村。

井川方言（いかわほうげん）は、静岡県静岡市葵区井川、田代、小河内、上坂本、岩崎及び口坂本の区域（旧安倍郡井川村）で話される日本語の方言。静岡県内の他の方言とは違いが大きく、言語島とされる。本稿では同様の特徴を持つ大井川上流域の川根筋（榛原郡川根本町の区域の一部）および藁科川・安倍川上流域（静岡市葵区の山間部）の方言についても併せて解説する。

## 概要
大井川最上流域に位置する井川は、安倍川流域とは交流があったものの、長い間交通事情が悪かったため独特の方言が形成された。方言研究者の関心を集めてきた特徴として、無アクセント、語頭のパ行音、否定「のー」や禁止「そ」といった語法、井川特有の語彙などがある。
1950年代に井川ダム建設に伴って他地域から大量の人口流入があったこと、1978年以降小中学校の教員が全て他地域（主に静岡市街）出身者となり学校コミュニティの言語が静岡中部方言になったことなどから、井川特有の言語的特徴は大きく変容・衰退している。1950年代以前に生まれた世代はアクセント型の知覚を持たないが、1980年代以降に生まれた世代では共通語と同様のアクセント体系に変化している。語頭のパ行音、井川特有の語彙や語法に関しても、1980年代以降に生まれた世代では使用だけでなく理解もほとんどされなくなっている。

## アクセント
東京式アクセントが広く分布する東海地方において、唯一の無アクセント地帯である。近隣地域の住民は本方言の無アクセントの語調を指して「ギラ」と言う。小泉保は無アクセントを古語の特徴の残存としている。
無アクセントの分布域は、大井川流域では静岡市旧井川村、川根本町旧本川根町全域・旧中川根町北部（徳山・田野口・壱町河内・小井平・藤川）、島田市旧川根町笹間奥（粟原・二俣・久野・日掛）、藁科川流域では静岡市旧大川村・旧清沢村の一部（杉尾・蛇塚・峰山）である。なお、無アクセント分布域に隣接する旧中川根町水川・上長尾などには、型の少ない準東京式アクセントが分布する（詳細は静岡弁#アクセントを参照）。

## 発音
- 共通語のハ行音に対応して語頭に[p]が立つことで知られ、井川のほか、安倍川上流域の梅ヶ島・玉川・大河内の一部で確認されている[1]。かつては古音の残存とする説もあったが、その後新しい音変化とする説が有力となった[1]。大部分の動詞と一部の形容詞で現れ、名詞や副詞では稀[1]。大川では語頭の[p]は稀で、接頭語を伴う場合が多い[3]。
  - （例）ぷす（干す）、ぷる（掘る）、ぱなす（放す）、ぱげる（禿げる）、ぺす（押す）[1]、ぷけー（深い）[1]、ぽね（骨）[1]、ぱじめて（初めて）[1]
- 駿遠では一般的に語中語末のガ行音は鼻濁音であるが、井川・大川・清沢の一部・旧本川根町犬間では破裂音[3][1]。
- 静岡県内各地でシとヒの混同があるが、井川と安倍川上流域ではシに[t]が続く場合に子音が弱化し、[ç]または[h]に近く発音される傾向がある[1]。
- エ→イ、オ→ウの狭母音化が起こる[5]。
- 語頭のエが[je]と発音される場合がある（静岡県の山村地帯共通）[3]。
- 富士川から金谷町付近にかけての平野部では無声子音に挟まれた[i][u]の無声化が目立たないが、本方言では東京と同程度に無声化する[1][3]。
- 連母音/au/が井川と大河内などでは[oː]となる[1]。/oi/は井川や安倍川上流域では[øː]となる[1]。/ai/は井川では[æː~ɛː]、安倍川上流域では[ɛː][1]。/ui/は井川では[iː~ɯː]、安倍川上流域では駿河・伊豆で広く共通する[iː][1]。なお、川根一帯では連母音の融合が起こらず[1]、大川でも一部の単語を除いて起こらない[3]。
- 井川と大川では助詞「を」を[wo]と発音する傾向がある[1]。
- 無アクセント分布域一帯で、有声子音/d, z, g, b/の前に促音が立ちうる[1][3]。共通語の「撥音+有声子音」に対応するものと、強調のために促音を挿入するものがある[1]。
  - （撥音+有声子音に対応する例）びっぼー（貧乏）[1][3]、こっだ（今度）[3]、とっで（飛んで）[1]
  - （強調による例）あめっで（雨で）[3]、そーっだー（そうだ）[3]、いかっざー（行こう）[1]、よまのーっげ（読まなかった）[1]
- 井川と旧本川根町梅地・犬間では、助動詞相当の役割を持って語末にも促音が立ちうる（後述）。

## 語法
語法は県内の他の方言と共通する点が多いが、古い表現法なども見られる。
- 県内全域共通の特徴として、断定「だ」が動詞・形容詞・助動詞などにも直接つく[1]。
- 駿河一般で共通する助動詞として、推量「ら」「ずら」、意志「ず」、過去「け」を用いる[3]。
- 井川および旧本川根町梅地・犬間では、促音（声門閉鎖音）によって意志・勧誘を表す[1]。勧誘には県中部で共通する「ざー」や県西部に多い「まい（か）」も用いるが、「行く」+「ざー」は「いかざー」ではなく「いじゃー」と言う（袋井市・周智郡以西にも見られる）[1]。
  - （例）よまっ（読もう）[1]、おきっ（起きよう）[1]、しっ（しよう）[1]
- 井川・川根筋・藁科川上流域および玉川・梅ヶ島・旧大河内村有東木で、否定「のー」を用いる[1]。上代東国方言の「なふ」に由来するものとされ[1]、同じく言語島として知られる山梨県奈良田方言と共通する。
  - （例）いかのー（行かない）[1]、いかのーっけ（行かなかった）[1]
- 井川および旧本川根町梅地・犬間では、禁止の助動詞に「な」と「そ」を併用する[1]。大川でも「そ」を用いるが、1970年時点で既に稀になっていた[3]。古語「な ……そ」の名残と見られる[1]。
  - （例）いっそ（行くな）[1]、みそ（見るな）[1]、しそ（するな）[1]
- 井川・川根筋・玉川・梅ヶ島・大河内などで、状況可能に「さる」を用いる[1]。「さる」は山梨県国中方言などにも見られるが[6]、静岡県内では珍しい形式[1]。
  - （例）かかーさる（書ける）[1]、みらーさる（見られる）[1]
- 一段動詞の命令形語尾には県西部と共通する「よ」を主に用い、通常拗音形となる[1]。
- 理由の接続助詞には「で」「もんで」を用い、静岡市から伊豆にかけて特有の「んて」は用いない[3]。
- 駿遠の山村地帯共通の特徴として、待遇表現が未発達[3]。

## 語彙
- どんびき - ひきがえる。1950年代以前に生まれた世代では日常的に使用されているが、1980年代以降に生まれた世代では使用・理解度0%（2021年の報告）[2]。
- おらんど - じゃがいも。井川在来種のイモを指す言葉に意味が縮小しつつ、1980年代以降に生まれた世代でも使用・理解度が40%あった（2021年の報告）[2]。
- いちもんどり - 片足跳び。「いちねんきゅー」とも[2]。1980年代以降に生まれた世代では使用・理解度0%（2021年の報告）[2]。
- とっかご - とかげ。1980年代以降に生まれた世代では使用・理解度0%（2021年の報告）[2]。
- めめよし - なめくじ。1980年代以降に生まれた世代では使用・理解度0%（2021年の報告）[2]。
- ほっちょくぼー - つくし。1930年代以前に生まれた世代でも使用・理解度が1割程度で、1950年代以降に生まれた世代では0%（2021年の報告）[2]。
- かさんどー - かたつむり。1930年代以前に生まれた世代でも使用・理解度が1割未満で、1950年代以降に生まれた世代では0%（2021年の報告）[2]。
- くそへび - まむし。1930年代以前に生まれた世代でも使用・理解度が1割未満で、1940年代以降に生まれた世代では0%（2021年の報告）[2]。
- まつぼんぼ - まつぼっくり。1930年代以前に生まれた世代でも使用・理解度が1割未満で、1940年代以降に生まれた世代では0%（2021年の報告）[2]。

## 例文
- 1970年に山口幸洋が旧大川村で方言調査を行った際の住民（明治30-40年代生まれ）とのやりとり[3]。（）は山口の発言。なお、読みやすさのため、ローマ字表記をひらがな表記に、アクセント記号を「」から[]に改めるなどした。
（それから、人が向こうへ行くっていうことを、パシルっていう風に）
A:ぱ[し]るって、いっ[ぱし]るっ[て]な]ー
パシルって、イッパシルってね
C:ぱ[し]るってゆー いか]ーじゃ]ー
パシルって言う 井川では
B:ぱ[し]るってゆーだ[よ いかー]じん[わ
パシルって言うんだよ 井川の人は
A:ぱ[し]るこ]とだ、こ[こら]じゃ いっぱし]るって ゆーで[な]ー、ど[ろどろん いっぱし]って みしょ]ーって こーゆーっだよ]ー
パシルことだ、ここらでは イッパシルって 言うからな、「どろどろん いっぱしって みしょー」って こう言うよ
中略
（それからねー、雨が降るっていうことを、ここらへんじゃー、まー井川の方でプルって言うだけどねー、ここらへんじゃー、プルって言わんかいね）
A:ぷ[る、[ぷ]る、いわの]ー、[ぷるな]んちゃー いわの]ー
プル、プル、言わない、プルなどとは 言わない
（それからシップルとかヒップル そうは?）
A:[う]ん、あ[めが ひっぷってき]たって そ[りゃー ゆー]さ、やいや]い こ[りゃー] あ[めが ひっぷってきたーや]ー、って こーっだ]ーや
うん、「雨がひっぷってきた」って そりゃあ 言うさ、「やいやい こりゃー 雨がひっぷってきたーやー」って こうだよ
（うん）
A:あ[め ひっぷって きた]ーやって ゆーだ ほいだが [ふる]って ゆーこと]ー こー い[せーうぉ つけ]るだーや ここら]じゃー、い[く]っじゃー ほれ、いせー]が わる]いもんで いっ[ぱし]るって ゆーと]な]ー、そ[こ]ー こー、い[せー]が つくっだ[よ だりょ]くが でるだ[な] ことば[に]ー、[ほー]さ いっぱし]るっちゃー[な みんな ゆわ[ー、[み]やちゃんら いわのー[か
「雨ひっぷってきたーや」って 言う だけど 「降る」って いうことを こう 威勢を つけるんだよ ここらでは、「行く」では それ、威勢が 悪いので 「イッパシル」って 言うとな、そこを こう、威勢が つくんだよ、惰力が 出るんだね ことばに、そうさ イッパシルとはね みんな 言うよ、ミヤちゃん達 言わないか
C:ゆー[よ
言うよ
B:[そりゃ]ー しょんないだな やっぱ]し……、ふ[つ]ーの ことばっ[だ]な
それは しようがないね やっぱり……、ふつうの ことばだな